# Bernardo il Monaco
Bernardo il Monaco, o anche Bernardo il Saggio (840 circa – 900 circa), è stato un monaco cristiano franco, noto per aver composto una sintetica cronaca del suo pellegrinaggio in Terra santa (Itinerarium trium monachorum).

## Biografia
Monaco benedettino dell'abbazia bretone di Mont-Saint-Michel, intraprese un viaggio in Terra Santa nell'867, insieme con altri due monaci, Tendemundo e Stefano, il primo beneventano e il secondo della Penisola Iberica.
I tre monaci si recarono dapprima a Roma, per ottenere la benedizione e l'autorizzazione al pellegrinaggio da papa Nicola I.
I tre monaci passarono per il Gargano, poi per Bari (allora sottoposta all'autorità del temibile emiro Sawdān, che costrinse Bernardo a pagare una tassa che avrebbe dovuto permettergli di viaggiare nel dār al-Islām), e quindi per il porto di Taranto. Da qui, si imbarcarono su navi di schiavi cristiani,, con destinazione Alessandria, Il Cairo, El-Arish, Ramla, Emmaus, per arrivare a Gerusalemme e Betlemme. 
Al suo arrivo a Gerusalemme, fu accolto nell'ostello per i viaggiatori "di lingua latina" fondato da Carlo Magno. Presso questo ostello, ricostruito più tardi dai Cavalieri Ospitalieri, c'era la chiesa di Santa Maria Latina e una biblioteca fondata dallo stesso imperatore. 
Bernardo visitò soprattutto il Santo Sepolcro, e la chiesa di San Giorgio a Lod.
Il suo itinerario fu pubblicato per la prima volta soltanto nel 1672, sulla base di un manoscritto della Biblioteca di Reims. Fu edito nuovamente nel 1879 da Auguste Molinier negli Itinera Hierosolymitana et descriptiones Terrae Sanctae bellis sacris anteriora et latina lingua exarata.